# Lista posiadaczek NXT Women’s Championship
NXT Women’s Championship to mistrzostwo dywizji kobiet promowane przez amerykańską federację profesjonalnego wrestlingu WWE, które bronione jako najważniejsze mistrzostwo w brandzie NXT. Podobnie jak w przypadku większości tytułów mistrzowskich w wrestlingu, zdobywcy tytułu mistrzowskiego są wyłaniani na podstawie ustalonego wcześniej scenariusza.
Mistrzostwo po raz pierwszy zostało pokazane 5 kwietnia 2013 na WrestleMania Axxess. 30 maja 2013 (wyemitowano 5 czerwca), Stephanie McMahon ogłosiła, że odbędzie się turniej, w którym wezmą udział cztery wrestlerki z NXT i cztery z głównego rosteru, gdzie zwyciężczyni zostanie pierwszą posiadaczką NXT Women’s Championship. Pierwszą mistrzynią, ukoronowaną 24 lipca 2013. była Paige, która pokonała Emmę w finale turnieju.
W historii było 20 mistrzyń; pierwsze dwie (Paige i Charlotte) zdobyły tytuł wygrywając turniej. Tytuł był zawieszany dwa razy. Pierwszą mistrzynią była Paige. Charlotte Flair, Shayna Baszler i Roxanne Perez to rekordowo dwukrotne zdobywczynie mistrzostwa. Najdłużej panującą mistrzynią jest Asuka, której panowanie trwało 510 dni, natomiast Kairi Sane panowała najkrócej, bo 71 dni; WWE uznaje drugie panowanie Charlotte Flair za najkrótsze (63 dni), które tak naprawdę nie jest najkrótsze i wynosi 73 lub 74 dni ze względu na to, że odcinek, w którym Flair zdobyła tytuł był nadawany z opóźnieniem. Najstarszą mistrzynią jest Shayna Baszler, która zdobyła tytuł po raz drugi w wieku 38 lat, a Paige to najmłodsza mistrzyni, zdobywając tytuł w wieku 20 lat.
Obecną mistrzynią jest Jacy Jayne, która jest w swoim pierwszym panowaniu. Pokonała poprzednią mistrzynię Stephanie Vaquer na odcinku NXT, 27 maja 2025.

## Panowania
| Nr        | Ogólny numer panowania                                                     |
| Panowanie | Liczba panowań konkretnego mistrza                                         |
| Dni       | Liczba dni panowania                                                       |
| Dni roz.  | Dni panowania, które są uznawane przez federację na jej oficjalnej stronie |
| +         | Oznacza, że liczba dni w posiadaniu wzrasta z kolejnym dniem               |

| Nr | Mistrzyni        | Zmiana mistrza            | Zmiana mistrza                  | Zmiana mistrza  | Statystyki panowania | Statystyki panowania | Statystyki panowania | Notka | Odn.          |
| Nr | Mistrzyni        | Data                      | Gala                            | Miejsce         | Panowanie            | Dni                  | Dni roz.             | Notka | Odn.          |
| -- | ---------------- | ------------------------- | ------------------------------- | --------------- | -------------------- | -------------------- | -------------------- | --- | ------------- |
| 1  | Paige            | 20 czerwca 2013(dts)      | NXT                             | Winter Park, FL | 1                    | 308                  | 273                  | Paige pokonała Emmę w finale turnieju stając się inauguracyjną mistrzynią. Wyemitowano 24 lipca 2013. | [ 5 ]         |
| —  | Wakat            | 24 kwietnia 2014(dts)     | NXT                             | Baltimore, MD   | —                    | —                    | —                    | Generalny menadżer NXT John "Bradshaw" Layfield pozbawił Paige tytułu, kiedy ta przeszła do głównego rosteru i wygrała WWE Divas Championship. | [ 7 ]         |
| 2  | Charlotte        | 29 maja 2014(dts)         | TakeOver                        | Winter Park, FL | 1                    | 258                  | 258                  | Pokonała Natalyę w finale turnieju o zwakowany tytuł. | [ 8 ]         |
| 3  | Sasha Banks      | 11 lutego 2015(dts)       | TakeOver: Rival                 | Winter Park, FL | 1                    | 192                  | 191                  | Był to Fatal 4-way match, w którym brały również udział Bayley i Becky Lynch. | [ 9 ]         |
| 4  | Bayley           | 22 sierpnia 2015(dts)     | TakeOver: Brooklyn              | Brooklyn, NY    | 1                    | 223                  | 223                  | | [ 10 ]        |
| 5  | Asuka            | 1 kwietnia 2016(dts)      | TakeOver: Dallas                | Dallas, TX      | 1                    | 510                  | 522                  | | [ 11 ]        |
| —  | Wakat            | 24 sierpnia 2017(dts)     | NXT                             | Winter Park, FL | —                    | —                    | —                    | Asuka zrzekła się tytułu z powodu doznania kontuzji obojczyka podczas jej walki na TakeOver: Brooklyn III. Wyemitowano 6 września 2017. | [ 12 ] [ 13 ] |
| 6  | Ember Moon       | 18 listopada 2017(dts)    | TakeOver: WarGames              | Houston, TX     | 1                    | 140                  | 139                  | Był to Fatal 4-way match o zwakowany tytuł, w którym brały również udział Kairi Sane, Nikki Cross i Peyton Royce. | [ 14 ]        |
| 7  | Shayna Baszler   | 7 kwietnia 2018(dts)      | TakeOver: New Orleans           | Nowy Orlean, LA | 1                    | 133                  | 132                  | | [ 15 ]        |
| 8  | Kairi Sane       | 18 sierpnia 2018(dts)     | TakeOver: Brooklyn 4            | Brooklyn, NY    | 1                    | 71                   | 71                   | | [ 16 ]        |
| 9  | Shayna Baszler   | 28 października 2018(dts) | Evolution                       | Uniondale, NY   | 2                    | 416                  | 416                  | | [ 17 ]        |
| 10 | Rhea Ripley      | 18 grudnia 2019(dts)      | NXT                             | Winter Park, FL | 1                    | 98 lub 99            | 109                  | | [ 18 ]        |
| 11 | Charlotte Flair  | 25 lub 26 marca 2020(dts) | WrestleMania 36 Część 2         | Orlando, FL     | 2                    | 73 lub 74            | 63                   | Wcześniej znana jako Charlotte. WrestleMania została nagrana 25 i 26 marca, ale dokładna data zdobycia tytułu nie jest znana. Wyemitowano 5 kwietnia 2020. | [ 19 ]        |
| 12 | Io Shirai        | 7 czerwca 2020(dts)       | TakeOver: In Your House         | Winter Park, FL | 1                    | 304                  | 304                  | Był to Triple threat match, w którym brała również udział Rhea Ripley. | [ 20 ]        |
| 13 | Raquel González  | 7 kwietnia 2021(dts)      | TakeOver: Stand & Deliver Noc 1 | Orlando, FL     | 1                    | 202                  | 201                  | | [ 21 ]        |
| 14 | Mandy Rose       | 26 października 2021(dts) | NXT 2.0: Halloween Havoc        | Orlando, FL     | 1                    | 413                  | 413                  | Był to Chucky’s choice Trick or Street Fight match. 4 września 2022, na Worlds Collide, Rose zunifikowała NXT Women’s Championship z NXT UK Women’s Championship, zwyciężając ówczesną posiadaczkę tytułu Meiko Satomurę oraz Blair Davenport w Triple threat matchu. | [ 22 ]        |
| 15 | Roxanne Perez    | 13 grudnia 2022(dts)      | NXT                             | Orlando, FL     | 1                    | 109                  | 109                  | | [ 23 ]        |
| 16 | Indi Hartwell    | 1 kwietnia 2023(dts)      | Stand & Deliver                 | Los Angeles, CA | 1                    | 31                   | 31                   | Był to Ladder match, w którym brały również udział Zoey Stark, Gigi Dolin, Tiffany Stratton i Lyra Valkyria. | [ 24 ]        |
| —  | Wakat            | 2 maja 2023(dts)          | NXT                             | Orlando, FL     | —                    | —                    | —                    | Hartwell dobrowolnie zrzekła się tytułu, ponieważ nie była już częścią NXT, a także doznała kontuzji stopy. | [ 25 ]        |
| 17 | Tiffany Stratton | 28 maja 2023(dts)         | Battleground                    | Lowell, MA      | 1                    | 107                  | 107                  | Pokonała Lyrę Valkyrię w finale turnieju o zwakowany tytuł. | [ 26 ]        |
| 18 | Becky Lynch      | 12 września 2023(dts)     | NXT                             | Orlando, FL     | 1                    | 42                   | 42                   | | [ 27 ]        |
| 19 | Lyra Valkyria    | 24 października 2023(dts) | NXT: Halloween Havoc Noc 1      | Orlando, FL     | 1                    | 165                  | 164                  | | [ 28 ]        |
| 20 | Roxanne Perez    | 6 kwietnia 2024(dts)      | Stand & Deliver                 | Filadelfia, PA  | 2                    | 276                  | 276                  | | [ 29 ]        |
| 21 | Giulia           | 7 stycznia 2025(dts)      | NXT: New Year’s Evil            | Los Angeles, CA | 1                    | 63                   | 63                   | | [ 30 ]        |
| 22 | Stephanie Vaquer | 11 marca 2025(dts)        | NXT: Roadblock                  | Nowy Jork, NY   | 1                    | 77                   | 77                   | Był to Winner Takes All match, w którym NXT Women’s North American Championship Vaquer również był na szali. | [ 31 ]        |
| 23 | Jacy Jayne       | 27 maja 2025(dts)         | NXT                             | Orlando, FL     | 1                    | 65+                  | 65+                  | | [ 6 ]         |

## Łączna liczba panowań

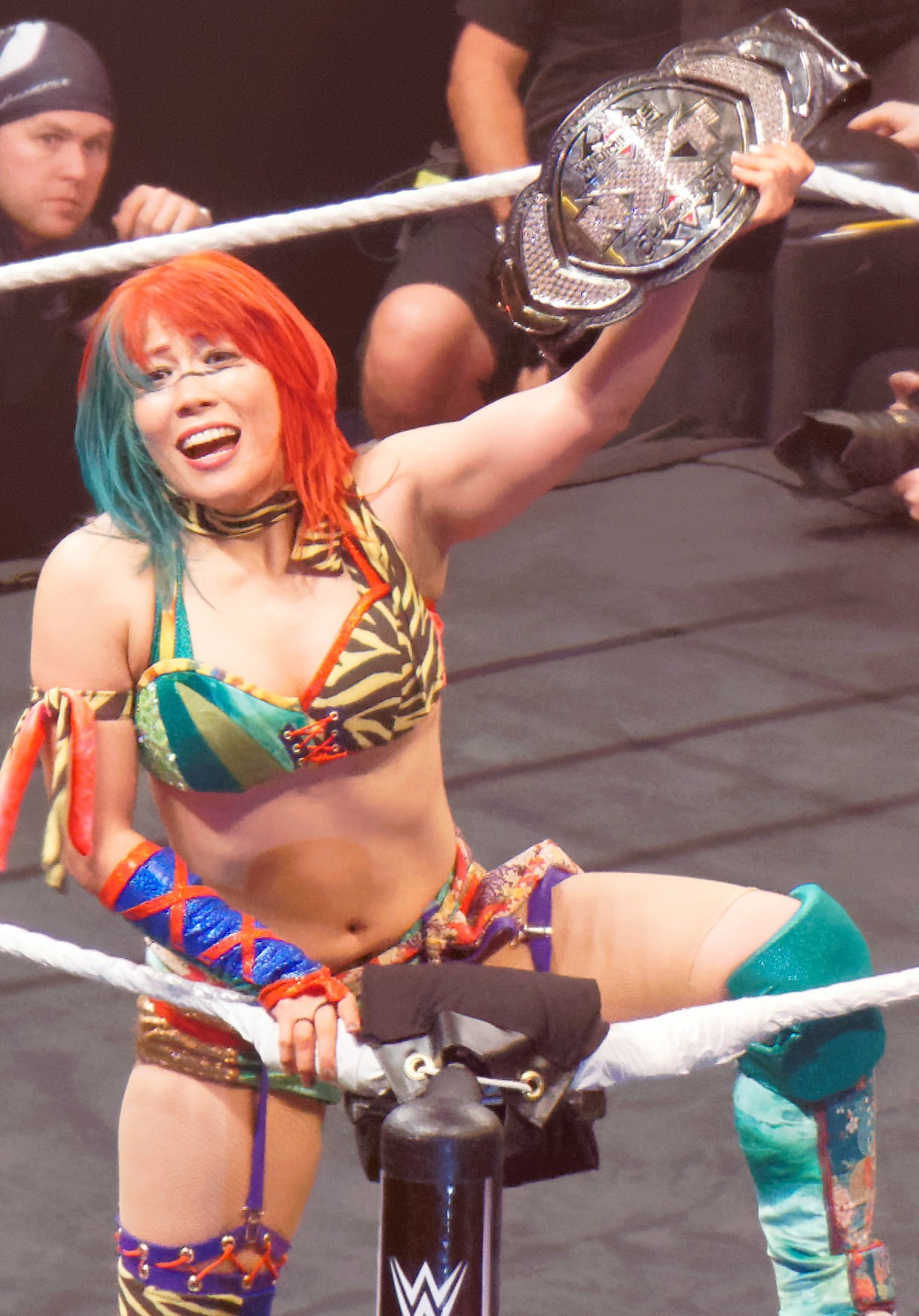
Najdłużej panująca mistrzyni – Asuka, która utrzymywała mistrzostwo przez 510 dni.

Na stan 31 lipca 2025
| † | Oznacza obecną mistrzynię                                                                  |
| ¤ | Dokładna liczba dni nie jest znana, wskutek czego podana jest najmniejsza, możliwa długość |

| Miejsce | Mistrzyni        | Liczba panowań | Łączna liczba dni | Łączna liczba dni według WWE |
| ------- | ---------------- | -------------- | ----------------- | ---------------------------- |
| 1       | Shayna Baszler   | 2              | 549               | 548                          |
| 2       | Asuka            | 1              | 510               | 522                          |
| 3       | Mandy Rose       | 1              | 413               | 413                          |
| 4       | Roxanne Perez    | 2              | 385               | 385                          |
| 5       | Charlotte Flair  | 2              | ¤331              | 321                          |
| 6       | Paige            | 1              | 308               | 273                          |
| 7       | Io Shirai        | 1              | 304               | 304                          |
| 8       | Bayley           | 1              | 223               | 223                          |
| 9       | Raquel González  | 1              | 202               | 201                          |
| 10      | Sasha Banks      | 1              | 192               | 191                          |
| 11      | Lyra Valkyria    | 1              | 165               | 164                          |
| 12      | Ember Moon       | 1              | 140               | 139                          |
| 13      | Tiffany Stratton | 1              | 107               | 107                          |
| 14      | Rhea Ripley      | 1              | ¤98               | 108                          |
| 15      | Stephanie Vaquer | 1              | 78                | 78                           |
| 16      | Kairi Sane       | 1              | 71                | 71                           |
| 17      | Jacy Jayne †     | 1              | 65+               | 65+                          |
| 18      | Giulia           | 1              | 63                | 63                           |
| 19      | Becky Lynch      | 1              | 42                | 42                           |
| 20      | Indi Hartwell    | 1              | 31                | 31                           |